# Macrobrachium jelskii
Macrobrachium jelskii är en kräftdjursart som först beskrevs av Edward John Miers 1877.
Macrobrachium jelskii ingår i släktet Macrobrachium och familjen Palaemonidae. Inga underarter finns listade i Catalogue of Life.